# Staaten
Staaten – rzeka w Australii, w północno-zachodniej części stanu Queensland. Ma 383 km długości. Uchodzi do Zatoki Karpentaria na południe od rzeki Mitchell. Przepływa przez Park Narodowy Staaten River. W pobliżu rzeki nie ma większych skupisk ludności, a jedyną istotną działalnością gospodarczą jest wypas bydła. Rzeka została nazwana w 1623 roku przez holenderskiego odkrywcę Jana Carstensza.